# Зарубежная недвижимость Российской Федерации
Зарубежная недвижимость России — объекты имущества, приобретенные российским правительством и российскими подданными по его поручению и не перешедшие в собственность СССР после распада Российской империи, а также перенятые Советским Союзом и приобретённые им объекты собственности, которые перешли во владение Российской Федерации как правопреемницы СССР.
Российской Федерации на праве собственности принадлежит значительное количество объектов недвижимости за рубежом, которая до сих пор не полностью учтена и используется для обеспечения деятельности государства. Одной из общественных организаций, которая исследовала этот вопрос и добивалась юридически корректного и полного оформления имущественных прав РФ на зарубежную недвижимость, был Экспертный совет по материальным и культурным ценностям за рубежом «Эритаж» («Наследие»), с 2000 г. зарегистрированный как одноименная ассоциация в Париже во главе с профессором, доктором исторических наук В. Г. Сироткиным.
По данным на начало 2002 г. на учете в Мингосимуществе находилось 3643 объекта недвижимого имущества, расположенных в 120 странах, площадь земельных участков — 600,2 миллиона квадратных метров. Более 90 процентов объектов недвижимости предназначено для нужд дипломатического корпуса, торговых представительств и представительств Российской Федерации по научному и культурному сотрудничеству.

## Возвращение собственности
В 1993 г. британская юридическая компания «Пинкертон» обратилась к В. Г. Сироткину как главе экспертного совета «Эритаж» с предложением довести до властей России информацию о накопленных за рубежом богатствах, дабы использовать их для выплаты внешних долгов. Эту фирму ещё в 1923 г. нанял нарком внешней торговли СССР Л. Б. Красин, а к 1993 г. она собрала банк данных по российскому зарубежному имуществу на 400 млрд долл. (300 млрд. — недвижимость, 100 млрд. — золото).
Сироткин и «Эритаж» развернули кампанию в отечественных и зарубежных СМИ на эту тему, а в январе 1995 г. и марте 1999 г. Владлен Георгиевич выступал с докладами о проблеме перемещённых ценностей на заседаниях правительства РФ и Совета безопасности. При поддержке президента Российского союза промышленников и предпринимателей А. И. Вольского они безуспешно пытались добиться действий по восстановлению прав собственности на российское зарубежное имущество от всех первых лиц государства — президентов, премьер-министров, первых вице-премьеров, директоров ФСБ и СВР. Однако темой золота и недвижимости заинтересовались «олигархи» Борис Березовский и Роман Абрамович, которые в 2000 г. обратились к президенту Путину с предложением заняться этой проблемой в обмен на обещание погасить «весь внешний долг России». Администрация президента обратилась за консультацией в «Эритаж», выдавший резко отрицательное заключение по инициативе олигархов. После этого Путин подписал указ № 1771 от 23 октября 2000 г. «О мерах по улучшению использования расположенного за пределами Российской Федерации федерального недвижимого имущества, закрепленного за федеральными органами исполнительной власти и их представительствами, другими государственными органами Российской Федерации и государственными организациями», который возложил ответственность за это имущество на два госучреждения — МИД и Управление делами Президента, для чего в последнем было создано специальное подразделение «Госзагрансобственность» с сетью своих представителей за рубежом на базе торгпредств. В указе впервые было определено, что Управление делами Президента Российской Федерации и Министерство иностранных дел Российской Федерации представляют Российскую Федерацию в отношении расположенного за её пределами «недвижимого имущества бывшей Российской империи и бывшего СССР, в том числе недвижимого имущества его органов, организаций и учреждений, а также упраздненных органов исполнительной власти, других государственных органов и организаций Российской Федерации и осуществляют организацию поиска, защиту названного имущества, надлежащее оформление прав собственности Российской Федерации на него».

## Список объектов
- Посольство Российской Федерации в Китае — крупнейшее по территории посольство. Посольство занимает территорию бывшей Русской духовной миссии, созданной в 1716 году при активном участии русских купцов и с согласия императора Канси. Занимает территорию около 16 гектаров[4].

- С 09 июня 2008 года в собственности России находится часть прибрежной полосы реки Иордан в Государстве Израиль. Это три участка в городе Иерихоне на западном берегу реки Иордан. Площадь — 1,2 гектара. Передачу территории произвёл мэр города Иерихона[5].

- С 08 марта 2009 года в собственности России находится Русское подворье в итальянском городе Бари. Площадь — 0,8 гектара. Передачу произвёл руководитель Агентства государственного недвижимого имущества Министерства экономического развития и финансов Италии М. Прато[6].

- Скала, в которой высечен памятник (12-метровый крест), небольшая площадка перед ней и ведущая к памятнику дорожка являются российской территорией. Община Урзерна, не уведомив власти Швейцарии, постановила безвозмездно уступить России земельный участок для сооружения памятника возле Чёртова моста, вблизи селения Андерматт (1898 год). Швейцарское правительство обнаружило это только в 70-е годы XX века (см. Швейцарский поход Суворова).

- Сергиевское подворье в Иерусалиме — по соглашению с Израилем с 2008 года[7].

- Российский духовно-культурный центр в Париже — покупка у Франции в 2010 году[8].